# Meerapurhatti, Chikodi
Meerapurhatti là một làng thuộc tehsil Chikodi, huyện Belgaum, bang Karnataka, Ấn Độ.